# 吉橋徳三郎
吉橋 徳三郎（よしはし とくさぶろう、1871年1月3日（明治3年11月13日） - 1920年（大正9年）8月5日）は、日本の陸軍軍人。陸軍士官学校士官候補生2期、陸軍大学校卒業。騎兵科に属し、第一次世界大戦後に日本陸軍で騎兵の乗馬戦闘廃止論争が生じた際、騎兵科を代表して乗馬戦闘存続を主張したが、論争の末に自殺した。最終階級は少将。

## 生涯

### 日清戦争・日露戦争での従軍
陸軍士官学校に士官候補生2期として入校し、1892年（明治25年）に卒業した。日清戦争では、騎兵第6大隊の小隊長として従軍し、功五級金鵄勲章を受けた。その後、陸軍大学校を卒業。日露戦争時には、少佐で第3師団作戦主任参謀を務め、その功績により功三級金鵄勲章を受けた。
日露戦争後は、第7師団参謀長、陸軍騎兵学校長などを歴任。1916年（大正5年）8月18日、陸軍少将に昇進し騎兵第4旅団長に就任した。

### 騎兵論争
1919年（大正8年）11月、参謀本部第4部長の国司伍七少将が、陸軍の機関紙である『偕行社記事』に「騎兵ノ将来ニ就イテ」と題する論文を発表し、火器や軍用機の発達した第一次世界大戦の戦訓を踏まえ、乗馬戦闘用の騎兵は廃止すべきで、伝令・斥候用の乗馬歩兵で足りるとする主張をした。これに対して、植野徳太郎軍馬補充部本部長、大島又彦陸軍騎兵学校長らが反対の論陣を張って、激しい論争が起きた。
吉橋も、1920年（大正9年）1月に「“騎兵ノ将来ニ就テ”ノ所感」と題する論文を『偕行社記事』に発表し、あくまで乗馬戦闘教育は維持して徒歩戦闘と併用すべきであると国司少将を批判した。その際、吉橋は、歩兵も機会が少ない銃剣突撃を重視しているのだから、騎兵も機会が少なくても乗馬戦闘を軽視すべきでないと述べた。国司少将は、同年4月の「再ビ騎兵問題ニ就イテ」『偕行社記事』で吉橋に再反論し、吉橋が歩兵戦闘もほとんど射撃戦で決まるとしている点は、現代の士官に例を見ない「妄想」だと述べた。吉橋は、同年6月に再々反論する論文を執筆したものの、『偕行社記事』への発表は取りやめてしまった。
同年8月、吉橋は、国司少将により「妄評」を加えられたことが名誉上耐えられない旨の遺書を残して、割腹自殺した。『日本騎兵史』は、自殺の動機について、吉橋は論文の真意が理解されずに論争を拡大させてしまったことから、自殺により論争の終結を図ろうとしたもので、8月に中将進級の内示を受けて過分で申し訳ないと感じたことから実行に至ったとしている。中将へ死後進級させることも検討されたが、遺族が断った。吉橋の自殺を機に騎兵についての論争は沈静化し、1922年（大正11年）の騎兵操典改正でも乗馬戦闘は徒歩戦闘と並ぶ戦術として維持された。

## 人物
日露戦争中の参謀としての服務状況は模範的と評され、陸軍大学校の教材としても採用された。自ら最前線に赴いて師団の状況を把握し、実情に即した適切な指揮を実現した。
吉橋は、騎兵論争において乗馬戦闘の維持を主張したが、必ずしも頑固な乗馬戦主義者ではなかった。吉橋は、当時の騎兵操典を乗馬戦闘と徒歩戦闘の並行主義と理解しており、下馬しての徒歩戦闘の有効性は認めていた。そのうえで、攻撃精神を育てる趣旨で、乗馬戦闘を重視していたと言われる。

## 記念施設
愛知県豊橋市の龍拈寺に、後任の騎兵第4旅団長である太田黒竜亮少将ほかの将校らからの寄付により、1921年（大正10年）に建立された追悼碑がある。

## 栄典
- 1892年（明治25年）7月6日 - 正八位[10]
- 1916年（大正5年）9月11日 - 正五位[11]

## 親族
妻は、松井庫之助（最終階級は陸軍中将）の妹である。2人の男子を授かって、いずれも日本陸軍の軍人となっている。そのうち次男の吉橋戒三は、第二次世界大戦後に陸上自衛隊の陸将に進んだ。陸軍少将作間喬宜は娘婿。
また、騎兵大尉時代にベルリン五輪総合馬術競技に出場した松井麻之助（のち日本中央競馬会調教師）は義甥にあたる。騎兵科へ進むにあたり、難色を示した庫之助を説得したのは徳三郎であったという。

## 著作
- 「日露戦役ニ於ケル勝敗ノ原因ヲ論ス」『偕行社記事第351号付録』14-70頁